# La jauría (película)
La jauría es una película de 2022 producida entre Colombia y Francia, dirigida por Andrés Ramírez Pulido. En mayo de 2022, ganó el Premio de la Semana de la Crítica en el Festival Internacional de Cine de Cannes. El mismo mes, Ramírez Pulido recibió el premio de la Sociedad de Autores y Compositores Dramáticos por su trabajo en la película.

## Biografía
Debido a un delito cometido junto con uno de sus amigos, Eliú, un joven campesino colombiano, termina recluido en un centro experimental de menores en lo profundo de la selva. Allí es sometido a extenuantes trabajos y terapias en compañía de los demás reclusos. Cuando todo parecía ir normalmente, su amigo es internado allí mismo, trayendo consigo los eventos del pasado de los que Eliú quiere alejarse a toda costa.

## Reparto
- Jhojan Estiven Jimenez
- Maicol Andrés Jimenez
- Diego Rincón
- Miguel Viera
- Carlos Steven Blanco
- Ricardo Alberto Parra
- Jhoani Barreto
- Marleyda Soto
- Wismer Vásquez

## Recepción
El crítico Fabien Lermercier del portal Cineuropa destacó que la película está «dotada de un reparto eminentemente convincente», y que «teje una extraña red donde lo invisible juega con el hiperrealismo mientras explora temas como la verdad, la familia y la libertad». Jonathan Holland de Screendaily manifestó que el filme «combina elementos atmosféricos potentes con suspense y tragedia clásica en un tono inquietante y perturbador, brindando una perspectiva fresca, sensible y reflexiva sobre el cine de la cultura pandillera en Latinoamérica».